# 帯広の森体育館
帯広の森体育館（おびひろのもりたいいくかん）は、北海道帯広市にある体育館。

## 概要
1985年（昭和60年）10月20日開館。帯広の森運動公園内にあり、各種競技会やスポーツ教室などに利用されている。第二体育館では、主に武道の大会が行われる。

## 施設
公衆無線LAN (Wi-Fi) 使用可能
- 1階
  - 第一体育館（36.4 m×38.56 m）
- 2階
  - 第二体育館（19 m×14.9 m）
  - 第三体育館（17 m×14.9 m）
  - 走路（1周150 m）
  - 幼児プレイ室、シャワー室、会議室、指導員室

## アクセス
北海道旅客鉄道（JR北海道）帯広駅からバスで約40分